# Ea Đar
Ea Đar là một xã thuộc huyện Ea Kar, tỉnh Đắk Lắk, Việt Nam.
Xã Ea Đar có diện tích 31,2 km², dân số năm 1999 là 12.780 người, mật độ dân số đạt 410 người/km².